# Caio Mesquita
Caio de Abreu Mesquita  (Santos,14 de junho de 1990) é um saxofonista e produtor musical brasileiro. Ganhou notoriedade por ter participado do Programa Raul Gil em 2005, na época exibido pela Record, e por ter sido jurado do quadro musical Shadow Brasil - Jovens Talentos, do Programa Raul Gil, no SBT.

## Biografia
Natural de Santos, Caio Mesquita começou a se interessar pela música aos 5 anos, quando ganhou de uma tia um teclado de brinquedo. Posteriormente, iniciou aulas de piano e, aos 10 anos, demonstrou interesse pelo saxofone após ouvir a música Pense em Mim, interpretada por Leandro e Leonardo. Coincidentemente, seu professor de piano também era saxofonista e o incentivou a aprender o instrumento. Desde então, Caio começou a se apresentar em escolas, festas locais e bares. Em uma dessas apresentações, conheceu a ex-caloura Jacqueline Müller, que o convidou para um dueto no Programa Raul Gil.

## Carreira
Caio Mesquita ganhou reconhecimento nacional em 2005, ao participar do Programa Raul Gil na Record. Lá, venceu o primeiro concurso nacional de novos talentos e recebeu como prêmio uma viagem ao Uruguai para gravar um clipe na cidade de Punta del Este, no Hotel Conrad.
A gravadora Luar Music, especializada no lançamento de novos talentos, escolheu Caio para lançar seu primeiro álbum de música instrumental sob o selo da empresa.

### Participações
Caio contribuiu para trilhas sonoras de novelas da Record, como:
- Prova de Amor – com a música O Nosso Amor a Gente Inventa, em parceria com a cantora Twiggy;
- Alta Estação – com a música Só nos Resta Viver;
- Luz do Sol – em colaboração com Jorge Vercillo.

Recentemente, Caio Mesquita atuou como jurado no quadro Shadow Brasil - Jovens Talentos do Programa Raul Gil no SBT.

## Disco de Platina
Após três meses do lançamento do primeiro CD, totalmente instrumental, vendeu mais de 125 mil cópias e recebeu o Disco de Platina.

## Discografia
- 2006: Caio Mesquita – Jovem Brazilidade[1] (EMI)
- 2006: Natal (EMI)
- 2006: Caio Mesquita Ao vivo - e DVD (EMI)
- 2007: Jovem Brazilidade II (Sony Music)
- 2008: Caio Mesquita Sertanejo (Universal Music)
- 2011: Um Feliz Natal (Radar)
- 2012: Outra vez[3] (Sony Music)
- 2015: Músicas para orar (RG Gospel/Aliança)